# Akaki Khubutia
Akaki Khubutia (tiếng Gruzia: აკაკი ხუბუტია, akaki khubutia; sinh ngày 17 tháng 3 năm 1986) là một cầu thủ bóng đá người Gruzia thi đấu ở vị trí hậu vệ cho đội bóng Liga I Poli Timișoara.

## Sự nghiệp câu lạc bộ

### MFK Zemplin Michalovce
Ngày 3 tháng 9 năm 2015, MFK Zemplin Michalovce thông báo chuyển nhượng thành công hậu vệ Gruzia Akaki Khubutia.

## Danh hiệu

### Câu lạc bộ
FBK Kaunas
- A Lyga: 2007
- Cúp bóng đá Lithuania: 2004, 2008
- Baltic League: 2008

Mordovia Saransk
- Russian National Football League: 2013–14